# Meridiano 35 W
O meridiano 35 W é um meridiano que, partindo do Polo Norte, atravessa o Oceano Ártico, Gronelândia, Oceano Atlântico, América do Sul, Oceano Antártico, Antártida e chega ao Polo Sul. Forma um círculo máximo com o Meridiano 145 E.
Começando no Polo Norte, o meridiano 35 Oeste tem os seguintes cruzamentos:
| País, território ou mar | Notas |
| ----------------------- | --- |
| Oceano Ártico           | |
| Gronelândia             | |
| Oceano Atlântico        | |
| Brasil                  | Corta a parte mais oriental da América do Sul, próximo a Recife e João Pessoa                            |
| Oceano Atlântico        | Passa a leste da Geórgia do Sul, Ilhas Geórgia do Sul e Sandwich do Sul                                  |
| Oceano Antártico        | Mar de Weddell                                                                                           |
| Antártida               | Território reclamado pela Argentina (Antártida Argentina) e Reino Unido (Território Antártico Britânico) |